# Schweizer Hitparade
La Schweizer Hitparade è la classifica musicale ufficiale settimanale della Svizzera. Regolata dalla sezione elvetica dell'IFPI e compilata dalla GfK Entertainment, la Hitparade svizzera si articola in varie classifiche, le cui principali sono la Singles Top 100 e la Alben Top 100. Le classifiche considerano il successo di brani, album e DVD musicali in tutte e quattro le aree linguistiche della Confederazione, tuttavia per la Svizzera romanda esistono una classifica singoli e una classifica album dedicate. Dal 1968, la classifica singoli è presentata ogni domenica sulla radio pubblica tedescofona Radio SRF 3, inizialmente come una top 10 e con l'aggiunta progressiva di posizioni nel corso dei decenni seguenti. Dal 9 ottobre 2016 è costituita da cento posizioni. La classifica album è stata introdotta in Svizzera il 6 novembre 1983.
Le classifiche attuali sono:
- Top 100 Singles
- Top 100 Alben
- Top 20 Compilations
- Top 10 Musik-DVD
- Top 30 Airplay

## Classifica singoli di tutti i tempi
La seguente lista stila i singoli musicali di maggior successo nella classifica della Svizzera a partire dal 1968 secondo i dati forniti dal sito ufficiale di Hitparade.ch, rintracciabili sotto la voce "Ewige Bestenliste".
| Posizione | Singolo           | Artista/i                                |
| --------- | ----------------- | ---------------------------------------- |
| 1         | Another Love      | Tom Odell                                |
| 2         | Someone You Loved | Lewis Capaldi                            |
| 3         | Can't Hold Us     | Macklemore & Ryan Lewis feat. Ray Dalton |
| 4         | Blinding Lights   | The Weeknd                               |
| 5         | Shallow           | Lady Gaga & Bradley Cooper               |
| 6         | Where Are You Now | Lost Frequencies & Calum Scott           |
| 7         | Dance Monkey      | Tones and I                              |
| 8         | Calm Down         | Rema                                     |
| 9         | I'm Good (Blue)   | David Guetta & Bebe Rexha                |
| 10        | Heat Waves        | Glass Animals                            |

## Singoli alla numero uno per il maggior numero di settimane

### 22 settimane
- Mariah Carey – All I Want for Christmas Is You (30 dicembre 2018 – 5 gennaio 2019, 29 dicembre 2019 – 4 gennaio 2020, 13 dicembre 2020 – 2 gennaio 2021, 19 dicembre 2021 – 8 gennaio 2022, 11 dicembre 2022 – 7 gennaio 2023, 3 dicembre 2023 – 6 gennaio 2024, 1 dicembre 2024 – 4 gennaio 2025)

### 21 settimane
- Lo & Leduc – 079 (18 marzo - 11 agosto 2018)
- Master KG feat. Burna Boy & Nomcebo Zikode - Jerusalema (Remix) (6 settembre – 26 settembre, 4 ottobre - 12 dicembre 2020, 3 gennaio – 27 febbraio 2021)

### 20 settimane
- Luis Fonsi feat. Daddy Yankee – Despacito (23 aprile - 9 settembre 2017)
- Ed Sheeran - Perfect (29 ottobre 2017 - 17 marzo 2018)
- Tones and I - Dance Monkey (15 settembre 2019 - 8 febbraio 2020)

### 17 settimane
- Shakira – Whenever, Wherever (3 febbraio - 1 giugno 2002)
- Lilly Wood and the Prick feat. Robin Schulz - Prayer in C (Robin Schulz Remix) (15 giugno - 11 ottobre 2014)

### 16 settimane
- Bryan Adams – (Everything I Do) I Do It for You (4 agosto - 16 novembre 1991)

### 15 settimane
- Céline Dion – My Heart Will Go On (8 febbraio - 23 maggio 1998)
- Miley Cyrus – Flowers (22 gennaio – 8 aprile, 16 aprile – 29 aprile, 7 maggio – 13 maggio 2023, 4 giugno – 10 giugno 2023)

### 14 settimane
- Jean-Claude Borelly – Dolannes Melodie (17 ottobre 1975 - 30 gennaio 1976)
- Snap! - Rhythm Is a Dancer (28 giugno - 3 ottobre 1992)
- Boney M - Rivers of Babylon (15 aprile - 21 luglio 1978)
- Kaoma - Lambada (27 agosto - 2 dicembre 1989)
- 4 Non Blondes - What's Up? (15 agosto - 20 novembre 1993)
- O-Zone - Dragostea din tei (20 giugno - 25 settembre 2004)
- Ed Sheeran - Shape of You (15 gennaio - 22 aprile 2017)

### 13 settimane
- Matthias Reim - Verdammt, ich lieb' Dich (8 luglio - 6 ottobre 1990)
- Rednex – Cotton Eye Joe (27 novembre 1994 – 26 febbraio 1995)
- Robert Miles - Children (18 febbraio - 11 maggio, 19 maggio - 25 maggio 1996)
- Avicii - Wake Me Up (21 luglio 2013 - 19 ottobre 2013)
- Pharrell Williams - Happy (12 gennaio - 22 marzo, 1º aprile - 26 aprile e 4 maggio - 10 maggio 2014)
- Adele - Hello (1º novembre 2015 - 30 gennaio 2016)
- The Weeknd - Blinding Lights (9 febbraio - 9 maggio 2020)
- Nathan Evans - Wellerman (28 febbraio - 29 maggio 2021)

### 12 settimane
- Demis Roussos – Goodbye, My Love, Goodbye (12 giugno - 11 settembre 1973)
- Boney M - Daddy Cool (15 ottobre 1976 - 15 gennaio 1977)
- All-4-One - I Swear (31 luglio - 22 ottobre 1994)
- Alan Walker - Faded (14 febbraio - 1º maggio 2016)
- David Guetta & Bebe Rexha – I’m Good (Blue) (11 settembre – 1 ottobre, 16 ottobre – 5 novembre, 13 novembre – 10 dicembre 2022, 8 gennaio - 21 gennaio 2023)

### 11 settimane
- Lobo - I'd Love You to Want Me (21 novembre 1973 - 13 febbraio 1974)
- ABBA – Fernando (2 aprile - 18 giugno 1976)
- Pink Floyd - Another Brick in the Wall, Pt. 2 (3 febbraio - 19 aprile 1980)
- Sinéad O'Connor - Nothing Compares 2 U (25 febbraio - 5 maggio 1990)
- Rednex – Wish You Were Here (16 giugno – 30 settembre 1995)
- Lou Bega - Mambo No. 5 (A Little Bit Of...) (6 giugno - 21 agosto 1999)
- Eiffel 65 - Blue (Da Ba Dee) (22 agosto - 6 novembre 1999)
- Las Ketchup - The Ketchup Song (Aserejé) (25 agosto - 9 novembre 2002)
- Eminem - Without Me (2 giugno - 10 agosto, 18 agosto - 24 agosto 2002)
- Crazy Frog - Axel F (3 luglio - 17 settembre 2005)
- Nelly Furtado - All Good Things (Come to an End) (31 dicembre 2006 - 17 marzo 2007)
- Michel Teló - Ai se eu te pego! (22 gennaio - 7 aprile 2012)
- Harry Styles – As It Was (10 aprile – 7 maggio, 29 maggio – 11 giugno, 19 giugno – 2 luglio, 10 luglio – 23 luglio, 21 agosto – 27 agosto 2022)
- FloyyMenor & Cris MJ – Gata only (21 aprile – 18 maggio, 2 giugno – 8 giugno e 23 giugno – 3 agosto 2024)

### 10 settimane
- Minstrels - Grüezi wohl Frau Stirnimaa (28 ottobre 1969 - 5 gennaio 1970)
- Donny & Marie Osmond – I'm Leaving It All Up to You (6 novembre 1974 - 24 gennaio 1975)
- Wings - Mull of Kintyre (28 gennaio - 14 aprile 1978)
- Enigma - Sadeness Part I (16 dicembre 1990 - 24 febbraio 1991)
- Coolio feat. L.V. - Gangsta's Paradise (5 novembre - 9 dicembre, 17 dicembre - 23 dicembre 1995 e 21 gennaio - 17 febbraio 1996)
- Bomfunk MC's - Freestyler (4 giugno - 12 agosto 2000)
- DJ Bobo - Chihuahua (22 giugno - 9 agosto, 17 agosto - 6 settembre 2003)
- The Black Eyed Peas - Shut Up (21 dicembre 2003 - 6 marzo 2004)
- Rihanna - Unfaithful (20 agosto - 16 settembre, 24 settembre - 4 novembre 2006)
- Lady Gaga & Bradley Cooper - Shallow (14 ottobre - 1º dicembre 2018, 3 marzo - 23 marzo 2019)
- Shawn Mendes & Camila Cabello - Señorita (7 luglio - 14 settembre 2019)

## Interpreti di singoli di maggior successo

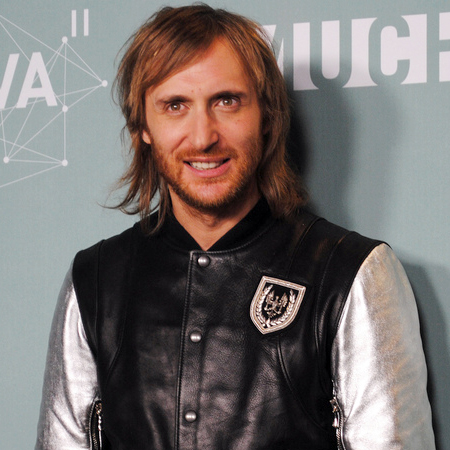
David Guetta è l'artista musicale i cui singoli hanno avuto complessivamente maggior successo in Svizzera.

### Classifica interpreti di singoli di maggior successo
La seguente lista stila gli artisti e i gruppi musicali secondo il successo complessivo dei loro singoli nella classifica della Svizzera a partire dal 1968 secondo i dati forniti dal sito ufficiale di Hitparade.ch, rintracciabili sotto la voce "Ewige Bestenliste".
| Posizione | Artista       | Singoli in classifica | Settimane in classifica |
| --------- | ------------- | --------------------- | ----------------------- |
| 1         | David Guetta  | 76                    | 1543                    |
| 2         | Rihanna       | 59                    | 1266                    |
| 3         | Ed Sheeran    | 44                    | 1307                    |
| 4         | Madonna       | 70                    | 1001                    |
| 5         | Pink          | 47                    | 881                     |
| 6         | Lady Gaga     | 28                    | 832                     |
| 7         | The Weeknd    | 42                    | 874                     |
| 8         | Justin Bieber | 53                    | 769                     |
| 9         | Shakira       | 37                    | 777                     |
| 10        | Eminem        | 50                    | 799                     |

### Artisti con il maggior numero di singoli numero 1
| Artista     | Numeri uno | Singoli in vetta |
| ----------- | ---------- | --- |
| Madonna     | 9          | La isla bonita, Like a Prayer, Express Yourself, Secret, American Pie, Music, American Life, Hung Up, 4 Minutes                                          |
| Rihanna     | 9          | Unfaithful, Umbrella, Don't Stop the Music, Russian Roulette, Love the Way You Lie, We Found Love, Diamonds, The Monster, Lift Me Up                     |
| ABBA        | 8          | Waterloo, I Do, I Do, I Do, I Do, I Do, Mamma mia, Fernando, Chiquitita, Gimme! Gimme! Gimme! (A Man After Midnight), I Have a Dream, Don't Shut Me Down |
| Capital Bra | 7          | Melodien, Prinzessa, Wir ticken, Cherry Lady, Rolex, Tilidin, Nicht verdient                                                                             |
| The Beatles | 6          | Lady Madonna, Hey Jude, Ob-La-Di, Ob-La-Da, Get Back, The Ballad of John and Yoko, Let It Be                                                             |
| Boney M     | 5          | Daddy Cool, Ma Baker, Belfast, Rivers of Babylon, Mary's Boy Child / Oh My Lord                                                                          |

## Classifica album di tutti i tempi
La seguente lista stila gli album discografici di maggior successo nella classifica della Svizzera a partire dal 1983 secondo i dati forniti dal sito ufficiale di Hitparade.ch, rintracciabili sotto la voce "Ewige Bestenliste". La classifica è basata sulle posizioni in classifica raggiunte dagli album e dal numero di settimane passate tra i più venduti, e non è una classifica dei dischi "effettivamente" più venduti in Svizzera, basata cioè sul numero di copie vendute.
| Posizione | Singolo                                  | Artista/i      |
| --------- | ---------------------------------------- | -------------- |
| 1         | ABBA Gold: Greatest Hits                 | ABBA           |
| 2         | ÷                                        | Ed Sheeran     |
| 3         | When We All Fall Asleep, Where Do We Go? | Billie Eilish  |
| 4         | The Fame                                 | Lady Gaga      |
| 5         | Astroworld                               | Travis Scott   |
| 6         | Doo-Wops & Hooligans                     | Bruno Mars     |
| 7         | 21                                       | Adele          |
| 8         | Sour                                     | Olivia Rodrigo |
| 9         | Born to Die                              | Lana Del Rey   |
| 10        | Back to Black                            | Amy Winehouse  |

## Classifica interpreti di album di maggior successo

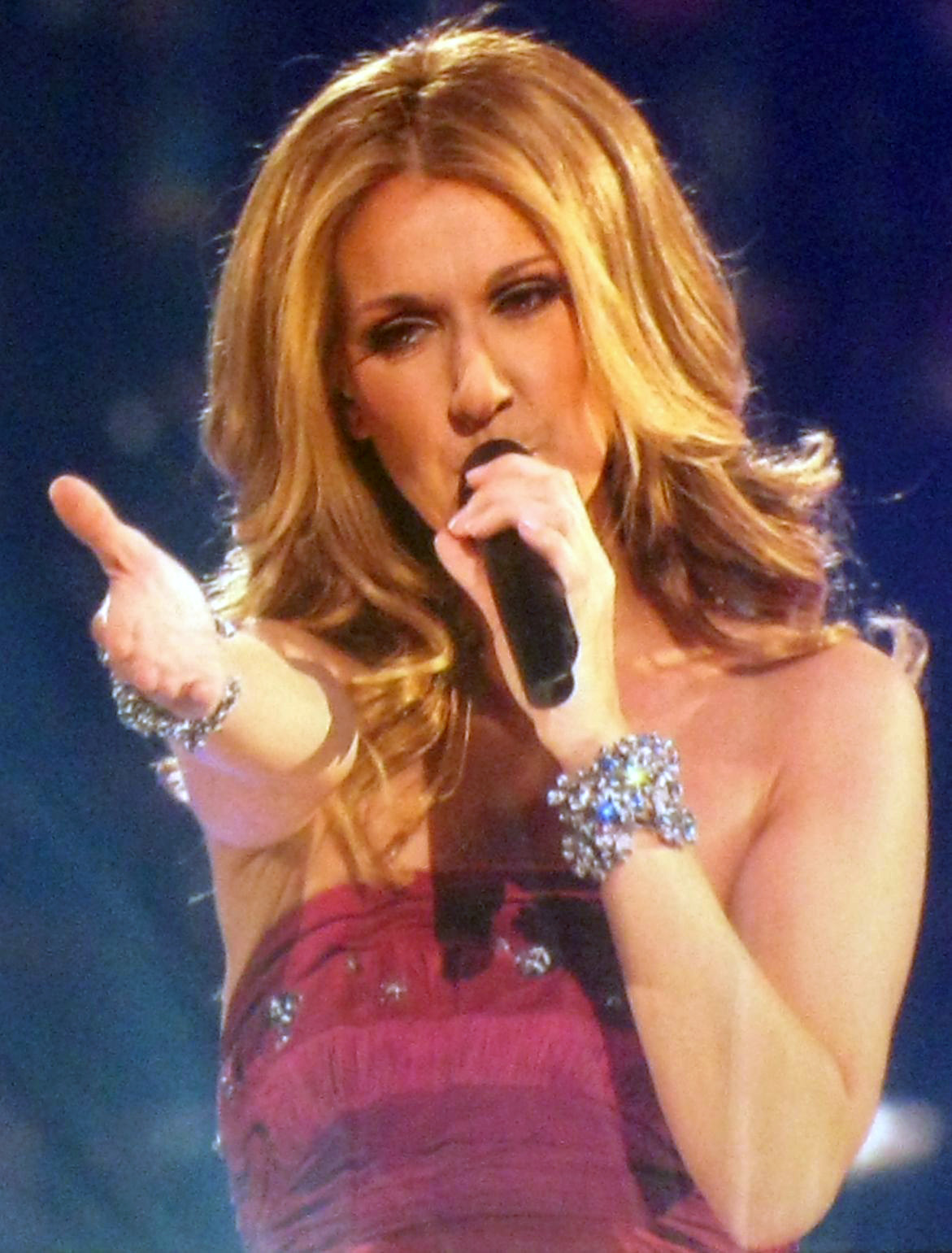
Céline Dion è la cantante i cui album hanno avuto complessivamente maggior successo in Svizzera.

La seguente lista stila gli artisti e i gruppi musicali secondo il successo complessivo dei loro album nella classifica della Svizzera a partire dal 1968 secondo i dati forniti dal sito ufficiale di Hitparade.ch, rintracciabili sotto la voce "Ewige Bestenliste".
| Posizione | Artista         | Album in classifica | Settimane in classifica |
| --------- | --------------- | ------------------- | ----------------------- |
| 1         | Céline Dion     | 30                  | 693                     |
| 2         | Gölä            | 30                  | 798                     |
| 3         | Eros Ramazzotti | 24                  | 656                     |
| 4         | Queen           | 26                  | 866                     |
| 5         | Schwiizergoofe  | 23                  | 999                     |
| 6         | Ed Sheeran      | 6                   | 762                     |
| 7         | Gotthard        | 21                  | 656                     |
| 8         | Helene Fischer  | 14                  | 742                     |
| 9         | Madonna         | 28                  | 552                     |
| 10        | Bon Jovi        | 21                  | 530                     |

## Classifica interpreti di singoli e album di maggior successo

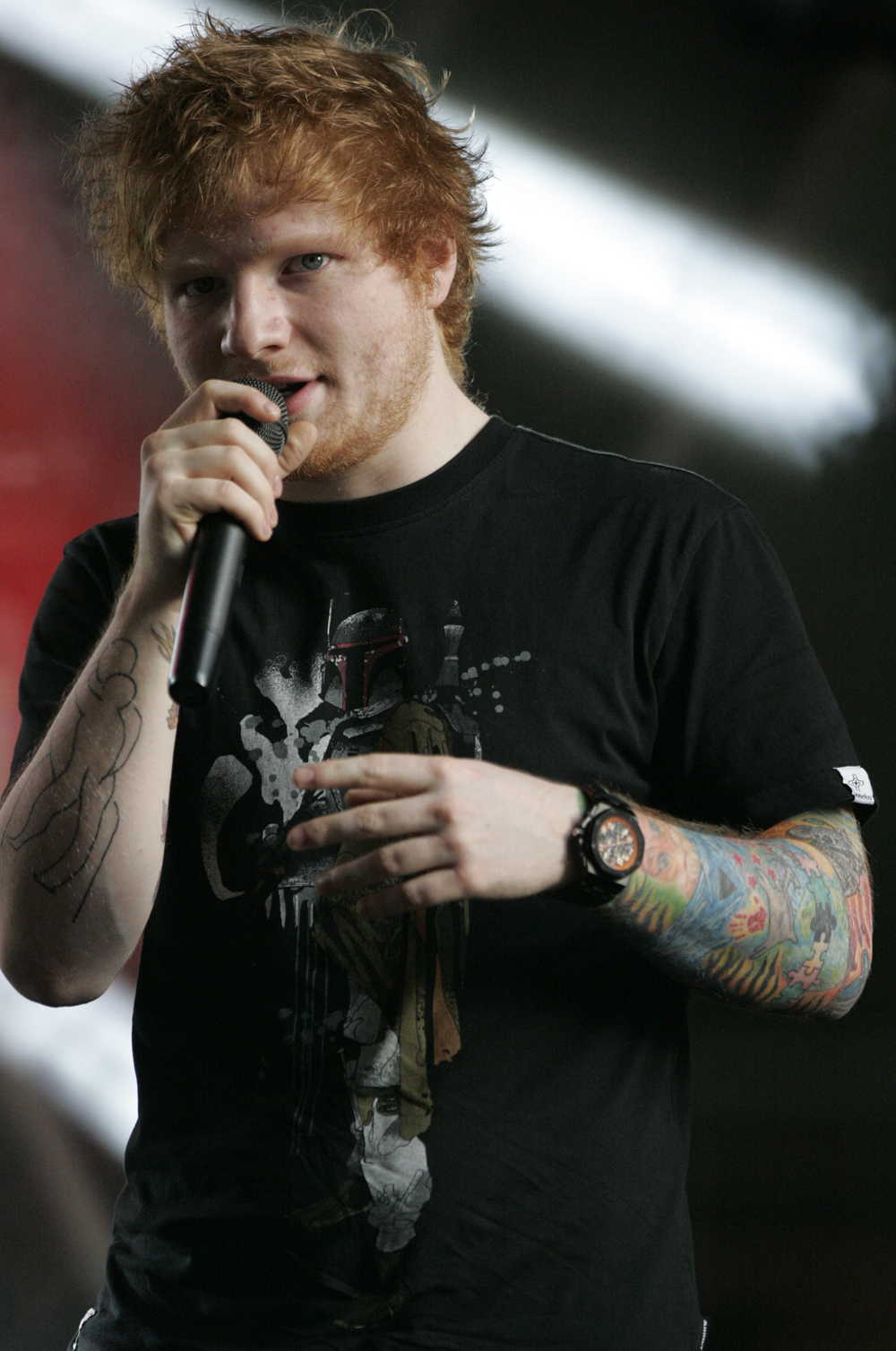
Ed Sheeran è l'artista i cui singoli e album combinati hanno riscosso maggior successo in Svizzera.

La seguente lista stila gli artisti secondo il successo complessivo dei loro singoli e album nella classifica della Svizzera a partire dal 1968 secondo i dati forniti dal sito ufficiale di Hitparade.ch, rintracciabili sotto la voce "Ewige Bestenliste".
| Posizione | Artista         | Settimane in classifica |
| --------- | --------------- | ----------------------- |
| 1         | Ed Sheeran      | 2069                    |
| 2         | David Guetta    | 1919                    |
| 3         | Madonna         | 1553                    |
| 4         | Rihanna         | 1630                    |
| 5         | P!nk            | 1424                    |
| 6         | Céline Dion     | 1182                    |
| 7         | Michael Jackson | 1210                    |
| 8         | Lady Gaga       | 1290                    |
| 9         | Eros Ramazzotti | 1089                    |
| 10        | Eminem          | 1302                    |

## Artisti contemporaneamente alla numero uno della classifica singoli e album
| Anno        | Artista                    | Singolo                                    | Album                         | Periodo                                                                  |
| ----------- | -------------------------- | ------------------------------------------ | ----------------------------- | ------------------------------------------------------------------------ |
| 1985        | Modern Talking             | Cheri, Cheri Lady                          | Let's Talk About Love         | 1 sett. (3 novembre – 9 novembre 1985)                                   |
| 1986        | Falco                      | Jeanny, Part I                             | Falco 3                       | 4 sett. (2 febbraio - 1º marzo 1986)                                     |
| 1986        | Status Quo                 | In the Army Now                            | In the Army Now               | 5 sett. (30 novembre 1986 – 3 gennaio 1987)                              |
| 1987        | Whitney Houston            | I Wanna Dance with Somebody (Who Loves Me) | Whitney                       | 6 sett. (14 giugno – 25 giugno 1987)                                     |
| 1987        | Bee Gees                   | You Win Again                              | E.S.P.                        | 8 sett. (18 ottobre – 12 dicembre 1987)                                  |
| 1989        | Madonna                    | Like a Prayer                              | Like a Prayer                 | 4 sett. (2 aprile – 29 aprile 1989)                                      |
| 1990        | Phil Collins               | Another Day in Paradise                    | ...But Seriously              | 1 sett. (4 febbraio – 10 febbraio 1990)                                  |
| 1999        | Britney Spears             | ...Baby One More Time                      | ...Baby One More Time         | 3 sett. (28 marzo – 10 aprile, 25 aprile – 1º maggio 1999)               |
| 1999        | Backstreet Boys            | I Want It That Way                         | Millennium                    | 2 sett. (30 maggio – 13 giugno 1999)                                     |
| 2000        | Santana                    | Maria Maria                                | Supernatural                  | 5 sett. (2 aprile – 6 maggio 2000)                                       |
| 2000        | Madonna                    | Music                                      | Music                         | 1 sett. (1º ottobre – 7 ottobre 2000)                                    |
| 2001        | No Angels                  | Daylight in Your Eyes                      | Elle'Ments                    | 2 sett. (25 marzo – 7 aprile 2001)                                       |
| 2002        | Anastacia                  | Paid My Dues                               | Freak of Nature               | 2 sett. (13 gennaio – 19 gennaio, 27 gennaio – 2 febbraio 2002)          |
| 2004        | The Black Eyed Peas        | Shut Up                                    | Elephunk                      | 1 sett. (25 gennaio – 31 gennaio 2004)                                   |
| 2005        | Madonna                    | Hung Up                                    | Confessions on a Dance Floor  | 2 sett. (27 novembre – 10 dicembre 2005)                                 |
| 2008        | Leona Lewis                | Bleeding Love                              | Spirit                        | 1 sett. (10 febbraio – 16 febbraio 2008)                                 |
| 2009        | Robbie Williams            | Bodies                                     | Reality Killed the Video Star | 1 sett. (22 novembre – 28 novembre 2009)                                 |
| 2011        | Adele                      | Rolling in the Deep                        | 21                            | 1 sett. (16 febbraio – 22 febbraio 2011)                                 |
| 2011        | Rihanna                    | We Found Love (feat. Calvin Harris)        | Talk That Talk                | 1 sett. (4 dicembre – 10 dicembre 2011)                                  |
| 2012        | Rihanna                    | Diamonds                                   | Unapologetic                  | 2 sett. (31 dicembre 2012 – 12 gennaio 2013)                             |
| 2013        | DJ Antoine                 | Bella Vita                                 | Sky Is the Limit              | 1 sett. (10 febbraio – 16 febbraio 2013)                                 |
| 2013        | Daft Punk                  | Get Lucky                                  | Random Access Memories        | 1 sett. (2 giugno – 8 giugno 2013)                                       |
| 2013        | James Blunt                | Bonfire Heart                              | Moon Landing                  | 1 sett. (3 novembre – 10 novembre 2013)                                  |
| 2013        | Eminem                     | The Monster (feat. Rihanna)                | The Marshall Mathers LP 2     | 1 sett. (17 novembre – 23 novembre 2013)                                 |
| 2014        | Pharrell Williams          | Happy                                      | Girl                          | 2 sett. (9 marzo – 22 marzo 2014)                                        |
| 2015        | Sido                       | Astronaut                                  | VI                            | 1 sett. (20 settembre – 26 settembre 2015)                               |
| 2015        | Adele                      | Hello                                      | 25                            | 7 sett. (29 novembre 2015 – 16 gennaio 2016)                             |
| 2017        | Ed Sheeran                 | Shape of You                               | ÷                             | 2 sett. (12 marzo – 25 marzo 2017)                                       |
| 2018 / 2019 | Lady Gaga & Bradley Cooper | Shallow                                    | A Star Is Born Soundtrack     | 2 sett. (21 ottobre 2018 – 28 ottobre 2018, 1 marzo 2019 – 7 marzo 2019) |
| 2020        | The Weeknd                 | Blinding Lights                            | After Hours                   | 1 sett (29 marzo 2020 – 4 aprile 2020)                                   |
| 2021        | Ed Sheeran                 | Shivers                                    | =                             | 1 sett (7 novembre 2021 – 13 novembre 2021)                              |
| 2021        | Adele                      | Easy on Me                                 | 30                            | 2 sett (28 novembre 2021 – 11 dicembre 2021)                             |